# Transistor–transistorlogik

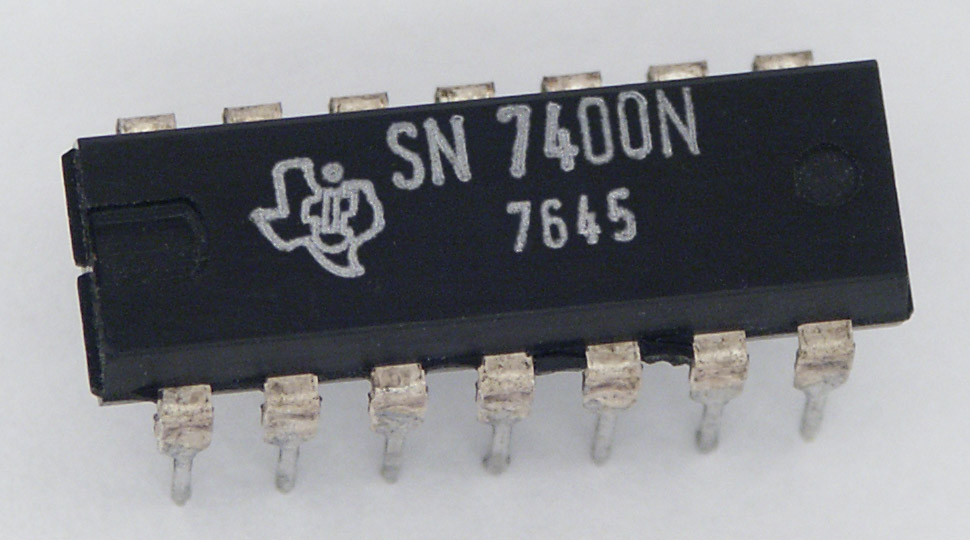
TTL-IC med fyra NAND-grindar

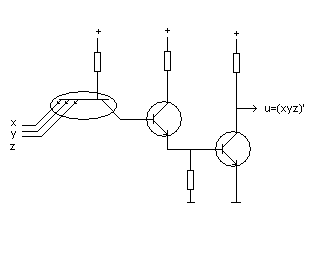
En NAND-grind i TTL-arkitektur

Transistor–transistorlogik (TTL) är en typ av digitala integrerade kretsar bestående av bipolära transistorer och resistorer. TTL lanserades av Texas Instruments 1962 och var fram till ca 1990 den vanligaste typen av integrerade kretsar. TTL-kretsarnas låga pris och goda prestanda möjliggjorde en digitalisering av elektronik avsedd för hemmabruk, och deras främsta användningsområde kom att bli hemelektronik. 

## Historik

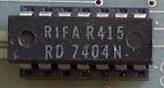
RIFA 7404 TTL-krets som under en period tillverkades i Sverige.

TTL blev populär bland digitalsystemskonstruktörer 1962 när Texas Instruments lanserade 7400-serien. Dessa integrerade kretsar hade ett brett spektrum av digitala funktioner. Texas Instruments-serien blev en industristandard men TTL-komponenter tillverkas även av Motorola, Signetics, SGS-Thomson, National Semiconductor och många andra företag. TTL blev betydelsefull därför att det var första gången som integrerade kretsar med lågt pris gjorde det möjligt att tillämpa digitala lösningar på applikationer som tidigare implementerats med analoga komponenter.

## Funktioner
Varje integrerad krets utför separata byggstensfunktioner som t. ex:
- logikfunktioner som AND, OR, NAND, NOR, XOR, NOT
- vippor, registerceller och andra sorters snabba minnen
- synkrona och asynkrona räknare—både binära och decimala
- Adderare
- Skiftregister
- Timerkretsar
- Databussdrivare, buffertar (bl. a. tristate-buffertar)
- Nivåomvandlare
- RAM- och ROM-minnen
- PLA-kretsar

## Teori
TTL-komponenter är exempel på småskalig och mellanskalig integration (SSI respektive MSI). Varje "chip" innehåller motsvarigheten till några dussin till några hundra transistorer, i kontrast med tidiga VLSI-komponenter som motsvarade 10 000 transistorer och moderna mikroprocessorer som har tiotals eller hundratals miljoner transistorer.
Alla standard-TTL-kretsar använder sig av en 5-volts spänningsskälla. En TTL-signal definieras som låg eller L när den befinner sig mellan 0 och 0,8 V över jordterminalen, och hög eller H om den befinner sig mellan 2 och 5 V. TTL-standardiseringen var så lyckad att det är rutinmässigt att tillverka komplexa kretskort med chips som tillverkats av Texas Instruments, Signetics, National Semiconductor, Motorola, Hitachi och andra, baserat enbart på tillgång och kostnad.
Den grundläggande växlingsfunktionen (switch-funktionen) i en TTL-komponent baseras på en ingångstransistor med flera emittrar. Denna ersätter de multipla dioderna i den tidigare DTL-logiken, med förbättrad prestanda och förminskad chipyta som följder. Eftersom ingångstransistorn befinner sig i det inverterade aktiva tillståndet kan den dränera laddningen från utgångstransistorerna mycket fortare än en motsvarande DTL-komponent. En liten strömmängd måste dras ur en TTL-ingång för att spänningsnivåerna hålls inom de rätta värdena. Detta strömkrav är grunden till begränsningar i antalet kretsar som kan kopplas till en TTL-ingång (fanin) och TTL-utgång (fanout).
Som de flesta integrerade kretsarna från 1960-1990, förpackas TTL-komponenter i DIP-kapslar med mellan 14 och 24 kontaktstift, ben. Kapslarna är vanligtvis epoxyplast men också keramikkapslar används. En annan kapseltyp är s.k. flat-pack som används i militär- och flygapplikationer. När ytmonterade komponenter blev vanligare på 1990-talet, blev många populära TTL-komponenter tillgängliga i dessa förpackningar.

## Jämförelse med andra logikfamiljer
I allmänhet förbrukar TTL-komponenter mer effekt än motsvarande CMOS-komponenter i viloläge, men effektförbrukningen ökar långsammare hos TTL än hos CMOS. Jämfört med dåtida ECL-komponenter har TTL mindre effektförbrukning och är enklare att konstruera med, men är vanligtvis långsammare. Kretstillverkare kan kombinera ECL- och TTL-komponenter i samma system för att uppnå bästa möjliga prestanda och kostnadsekonomi. TTL-logiken ansågs ursprungligen vara mindre känslig för skador från elektrostatiska urladdningar än CMOS, men idag framställs CMOS-komponenter med skydd som gör dem betydligt mindre känsliga för statisk elektricitet än tidigare.

## Varianter
Bland de olika varianterna av TTL kan nämnas:
- Low-power TTL (L) som offrade växlingshastighet mot en något reducerad effektförbrukning (nu i princip helt ersatt med CMOS).
- Schottky TTL (S) som använder Schottkydioder mellan transistorterminalerna för att förhindra mättning och därigenom ökar växlingshastigheten. Dessa komponenter hade dock högre effektförbrukning.
- Low-power Schottky (LS) som är en kombination av Loch S; den gav både god växlingshastighet och låg effektförbrukning. Denna är sannolikt de vanligaste TTL-typen eftersom den användes som "klisterlogik" i mikrodatorer.
- De flesta tillverkare erbjuder kommersiella utföranden och speciella utföranden som klarar större temperaturväxlingar. Till exempel fungerar Texas Instruments 7400-serie i temperaturer mellan 0 °C och +70 °C, medan 5400-serien (som används i bl.a. militära tillämpningar) klarar temperaturer mellan -55 °C och +125 °C.
- Strålningståliga komponenter erbjuds för satellittillämpningar.
- 3-voltslogik används i lågeffektsapplikationer och för minnesgränssnitt.

Flera tillverkare tillhandahåller nu CMOS-kretsar med samma in- och utspänningsnivåer som motsvarande TTL-krets. De har ofta artikelnummer som liknar motsvarande TTL-komponenter och har samma stiftanslutningar i förpackningen.

## Tillämpningar
Före VLSI-kretsarnas ankomst var TTL-komponenter en standardmetod för konstruktionen av processorerna i minidatorer och mainframe (som Digital Equipment Corporations VAX och Data Generals Eclipse) samt för kringutrustning som skrivare och videoterminaler. När mikroprocessorer blev vanliga blev TTL-komponenter viktiga som "klisterlogik"-applikationer, till exempel snabba bussbuffertar på ett moderkort, där TTL-kretsar sammanbinder funktioner i VLSI-komponenter.